# Дощаново
Дощаново — деревня на юго-востоке Бежаницкого района Псковской области. Входит в состав сельского поселения Бежаницкая волость.
Расположена в 14 км (по дорогам) к юго-востоку от райцентра Бежаницы, у юго-восточного побережья озера Дубец.
Численность населения деревни составляет 11 жителей (2000 год).